# Gymnothorax kidako
Gymnothorax kidako is een straalvinnige vissensoort uit de familie van murenen (Muraenidae). De wetenschappelijke naam van de soort is voor het eerst geldig gepubliceerd in 1846 door Temminck & Schlegel.
De soort komt voor in de Grote Oceaan en met name in Taiwan, de Filipijnen en Zuid-Japan. De soort kan een lengte bereiken van zo'n 90 cm.